# David Hördler
David Hördler (* 6. Dezember 1979 in Bad Muskau, DDR) ist ein ehemaliger deutscher Eishockeyspieler, der von 2011 bis 2019 für den VER Selb in der Oberliga spielte. Sein Bruder Frank ist ebenfalls Eishockeyspieler.

## Karriere
David Hördler stammt aus dem Nachwuchs von Eissport Weisswasser. Sein Vater Jochen spielte in der DDR für Dynamo Weisswasser.
David Hördler wechselte zur Saison 1997/98 zum ERC Selb, mit denen er 1999 in die Oberliga Süd abstieg. Hördler blieb daraufhin weitere zwei Jahre beim ERC. Nach einem einjährigen Intermezzo beim ESC Dresden kehrte er im Sommer 2002 für eine Spielzeit nach Selb zurück. Anschließend schloss er sich den EHC Leipziger Eislöwen an, für die er fortan in der Regionalliga spielte.
Für die Rostock Piranhas war er in der Saison 2006/07 der punktbeste Spieler der Piranhas und stieg mit seinem Team in derselben Spielzeit in die Oberliga auf. Damals erzielte der gelernte Stürmer in 46 Partien 66 Scorerpunkte. Zu Beginn der Saison 2007/08 übernahm er das Amt des Kapitäns. Sein Vertrag in Rostock lief bis zum Ende der Saison 2008/09. Mit dem Rückzug der Rostock Piranhas aus der Oberliga spielte David Hördler ab der Saison 2009/10 für den EHC Dortmund. Im April 2011 wurde der Stürmer vom VER Selb verpflichtet.

## Erfolge und Auszeichnungen
- 2006 Meister der Regionalliga Nord/Ost mit dem Rostocker EC
- 2008 & 2009 Bester defensiver Stürmer der Oberliga, ausgezeichnet vom Fachmagazin Eishockey News

## Karrierestatistik
| 1996/97      | ERC Selb               | 1. EL        | 11  | 0  | 0   | 0   | 2   | –  | –  | –  | –  | –  |
| 1997/98      | ERC Selb               | 1. EL        | 20  | 22 | 1   | 1   | 4   | –  | –  | –  | –  | –  |
| 1998/99      | ERC Selb               | 1. EL        | 45  | 7  | 7   | 14  | 16  | –  | –  | –  | –  | –  |
| 1999/00      | ERC Selb               | 1. EL        | 42  | 8  | 21  | 29  | 40  | –  | –  | –  | –  | –  |
| 2000/01      | ERC Selb               | OL           | 49  | 6  | 15  | 21  | 46  | –  | –  | –  | –  | –  |
| 2001/02      | ESC Dresden            | OL           | 45  | 6  | 12  | 18  | 20  | 7  | 0  | 2  | 2  | 0  |
| 2002/03      | ERC Selb               | OL           | 16  | 4  | 11  | 15  | 12  | –  | –  | –  | –  | –  |
| 2003/04      | EHC Leipziger Eislöwen | RL           | –   | –  | –   | –   | –   | 11 | 7  | 16 | 23 | 10 |
| 2004/05      | Rostocker EC           | RL           | 12  | 7  | 15  | 22  | 12  | 22 | 5  | 12 | 17 | 22 |
| 2005/06      | Rostocker EC           | RL           | 22  | 10 | 17  | 27  |     | 27 | 9  | 11 | 20 | 20 |
| 2006/07      | Rostocker EC           | RL           | 46  | 30 | 36  | 66  | 83  | –  | –  | –  | –  | –  |
| 2007/08      | Rostocker EC           | OL           | 51  | 12 | 39  | 51  | 94  | –  | –  | –  | –  | –  |
| 2008/09      | Rostocker EC           | OL           | 52  | 16 | 41  | 57  | 96  | 3  | 2  | 2  | 4  | 14 |
| 2009/10      | EHC Dortmund           | OL           | 40  | 12 | 20  | 32  | 32  | 9  | 1  | 8  | 9  | 12 |
| 2010/11      | EHC Dortmund           | OL           | 40  | 25 | 35  | 60  | 24  | 10 | 7  | 6  | 13 | 0  |
| 1. EL gesamt | 1. EL gesamt           | 1. EL gesamt | 118 | 15 | 29  | 44  | 62  | –  | –  | –  | –  | –  |
| RL gesamt    | RL gesamt              | RL gesamt    | 80  | 47 | 68  | 115 | 95  | 60 | 21 | 39 | 60 | 52 |
| OL gesamt    | OL gesamt              | OL gesamt    | 293 | 81 | 173 | 254 | 324 | 29 | 10 | 18 | 28 | 26 |

(Legende zur Spielerstatistik: Sp oder GP = absolvierte Spiele; T oder G = erzielte Tore; V oder A = erzielte Assists; Pkt oder Pts = erzielte Scorerpunkte; SM oder PIM = erhaltene Strafminuten; +/− = Plus/Minus-Bilanz; PP = erzielte Überzahltore; SH = erzielte Unterzahltore; GW = erzielte Siegtore; 1 Play-downs/Relegation; Kursiv: Statistik nicht vollständig)